# SV Leo Victor
Der SV Leo Victor, voller Name Sport Vereniging Leo Victor, ist ein Fußballverein aus Suriname, der in der 2024 gegründeten Suriname Major League spielt.
Fünfmal gewann der Verein die Meisterschaft des südamerikanischen Landes, zuletzt 1993, und zweimal den nationalen Pokalwettbewerb. Fünfmal nahm der Verein am CONCACAF Champions’ Cup teil, dem Vorläufer der heutigen CONCACAF Champions League, und zweimal an der jenem Wettbewerb untergeordneten CFU Club Championship, einem jährlich ausgetragenen karibikweiten Wettbewerb, und erreichte dort im Jahr 2007 das Viertelfinale.

## Erfolge
- Eerste Divisie (Suriname): 5

1961, 1963/64, 1978, 1982/83, 1992/93
- SVB Cup: 2

2003, 2014
- Suriname President’s Cup: 2

2003, 2014

## Stadion
Seine Heimspiele trägt er in Paramaribo im Franklin-Essed-Stadion aus. Das Stadion hat ein Fassungsvermögen von 3500 Personen. Eigentümer und Betreiber der Sportstätte ist der Surinaamse Voetbal Bond.

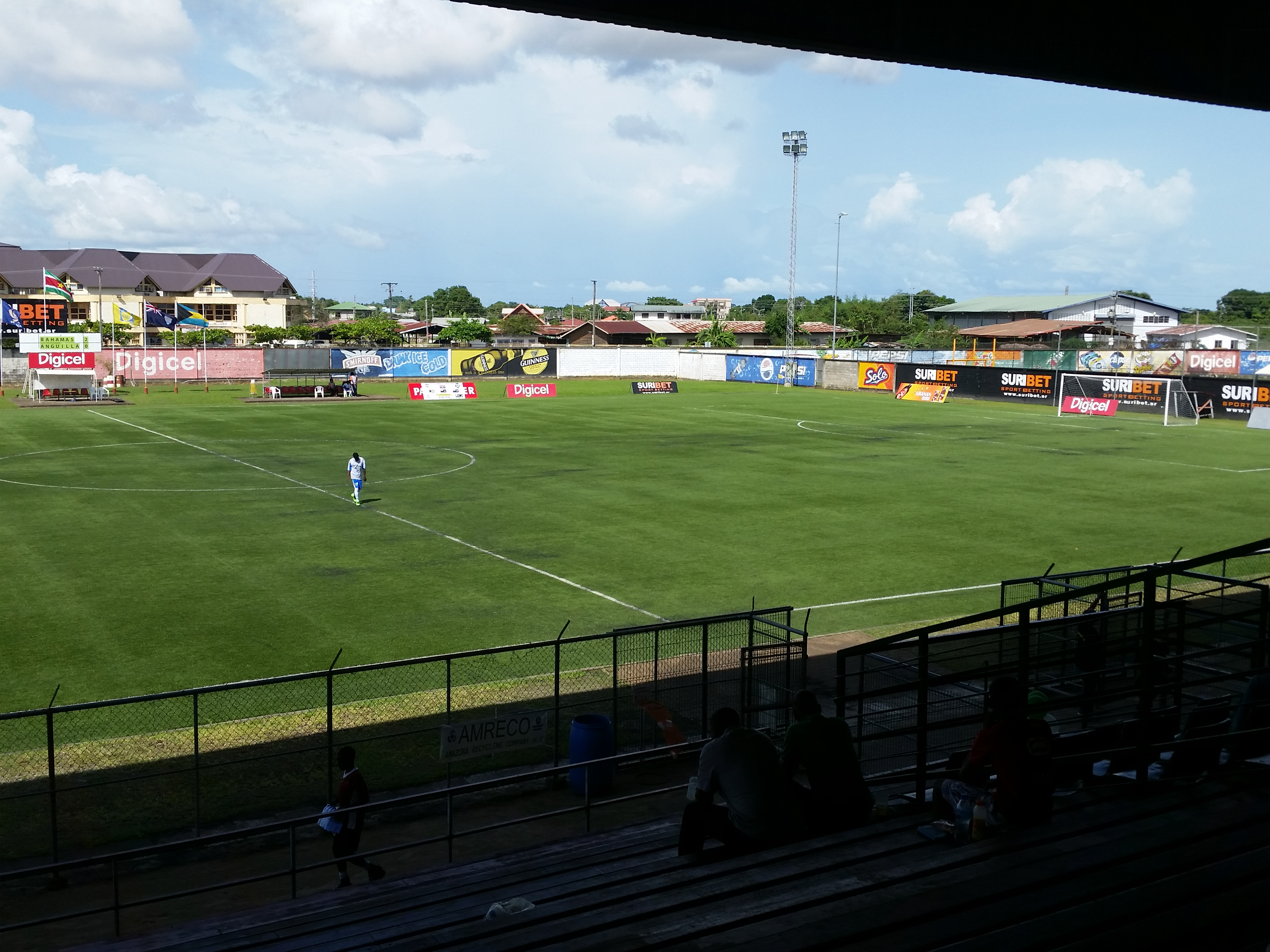
Dr. Ir. Franklin Essed Stadion

Koordinaten: 5° 48′ 41,3″ N, 55° 12′ 26,3″ W

## Trainer
| Name             | Zeit bei SV Leo Victor | Zeit bei SV Leo Victor |
| Name             | von                    | bis                    |
| ---------------- | ---------------------- | ---------------------- |
| Rufus Belgrave   |                        |                        |
| Frits Purperhart | 1978                   | 1996                   |
| Ronald Kolf      | 2003                   | 2008                   |
| Etienne Remak    | 2009                   | 2019                   |
| Rogillo Kolf     | 2019                   | heute                  |